# Volta a Hongria 2024
La Volta a Hongria 2024 va ser la 45a edició de la Volta a Hongria. La cursa es va disputar entre el 8 i el 12 de maig de 2024, amb un recorregut de 854 km distribuïts cinc etapes. La cursa formava part del calendari UCI Europa Tour 2024 amb una categoria 2.1.
La victòria final fou pel belga Thibau Nys (Lidl-Trek), que fou acompanyat al podi per Emanuel Buchmann (Bora-Hansgrohe) i Wout Poels (Bahrain Victorious), segon i tercer respectivament.

## Equips
L'organització convidà a prendre part en la cursa a 20 equips: vuit equips de categoria UCI WorldTeam, vuit equips continentals professionals, tres equips continentals i una selecció nacional:
| WorldTeams (8)- Astana Qazaqstan Team - Bahrain Victorious - Bora-Hansgrohe - Ineos Grenadiers - Lidl-Trek - Team dsm-firmenich PostNL - Team Jayco AlUla - UAE Team Emirates ProTeams (8)- Euskaltel-Euskadi - Lotto Dstny - Q36.5 Pro Cycling Team - TDT-Unibet - Corratec-Vini Fantini - Team Flanders-Baloise - Polti Kometa - Tudor Pro Cycling Team Equips continentals (3)- Epronex-Hungary Cycling Team - Pierre Baguette Cycling - MBH Bank Colpack Ballan Equip nacional- Hongria |
| |

## Etapes
| Etapa    | Data       | Ciutats d'etapa          | type                    | Distància (km) | Desnivell (m) | Vencedor de l'etapa | Líder de la general |
| -------- | ---------- | ------------------------ | ----------------------- | -------------- | ------------- | ------------------- | ------------------- |
| 1a etapa | 8 de maig  | Karcag – Hajdúszoboszló  | etapa plana             | 166,1          | 340 m         | Sam Welsford        | Sam Welsford        |
| 2a etapa | 9 de maig  | Tokaj – Kazincbarcika    | etapa accidentada       | 162,1          | 1.023 m       | Mark Cavendish      | Martin Voltr        |
| 3a etapa | 10 de maig | Kazincbarcika – Gyöngyös | etapa de muntanya       | 182,7          | 2.716 m       | Thibau Nys          | Thibau Nys          |
| 4a etapa | 11 de maig | Budapest – Etyek         | etapa de mitja muntanya | 165,5          | 1.451 m       | Thibau Nys          | Thibau Nys          |
| 5a etapa | 12 de maig | Siófok – Pécs            | etapa de mitja muntanya | 173,2          | 2.341 m       | Wout Poels          | Thibau Nys          |

### Etapa 1
| \| Classificació de l'etapa \| Classificació de l'etapa \| Classificació de l'etapa \| Classificació de l'etapa \| Classificació de l'etapa \| \| Corredor \| Corredor \| Equip \| Temps \| \| \| ------------------------ \| ------------------------ \| -------------------------- \| ------------------------ \| ------------------------ \| \| 1r \| Sam Welsford \| Bora-Hansgrohe \| 3h 52' 48" \| \| \| 2n \| Samuel Quaranta \| MBH Bank Colpack Ballan \| + 0" \| \| \| 3r \| Jakub Mareczko \| Team Corratec-Vini Fantini \| + 0" \| \| \| 4t \| Nicklas Pedersen \| TDT-Unibet \| + 0" \| \| \| 5è \| Manuel Peñalver \| Team Polti Kometa \| + 0" \| \| \| 6è \| Mark Cavendish \| Astana Qazaqstan Team \| + 0" \| \| \| 7è \| Jon Aberasturi Izaga \| Euskaltel-Euskadi \| + 0" \| \| \| 8è \| Andrej Liska \| Pierre Baguette Cycling \| + 0" \| \| \| 9è \| Jarne Van De Paar \| Lotto Dstny \| + 0" \| \| \| 10è \| Tomas Kalojiros \| Pierre Baguette Cycling \| + 0" \| \| |                      |                            |            |
| |                      |                            |            |
| Font: ProCyclingStats |                      |                            |            |
| Classificació de l'etapa |                      |                            |            |
| Corredor | Corredor             | Equip                      | Temps      |
| 1r | Sam Welsford         | Bora-Hansgrohe             | 3h 52' 48" |
| 2n | Samuel Quaranta      | MBH Bank Colpack Ballan    | + 0"       |
| 3r | Jakub Mareczko       | Team Corratec-Vini Fantini | + 0"       |
| 4t | Nicklas Pedersen     | TDT-Unibet                 | + 0"       |
| 5è | Manuel Peñalver      | Team Polti Kometa          | + 0"       |
| 6è | Mark Cavendish       | Astana Qazaqstan Team      | + 0"       |
| 7è | Jon Aberasturi Izaga | Euskaltel-Euskadi          | + 0"       |
| 8è | Andrej Liska         | Pierre Baguette Cycling    | + 0"       |
| 9è | Jarne Van De Paar    | Lotto Dstny                | + 0"       |
| 10è | Tomas Kalojiros      | Pierre Baguette Cycling    | + 0"       |

| \| Classificació general \| Classificació general \| Classificació general \| Classificació general \| Classificació general \| \| Corredor \| Corredor \| Equip \| Temps \| \| \| --------------------- \| --------------------- \| ---------------------------- \| --------------------- \| --------------------- \| \| 1r \| Sam Welsford \| Bora-Hansgrohe \| 3h 52' 38" \| \| \| 2n \| Martin Voltr \| Pierre Baguette Cycling \| + 3" \| \| \| 3r \| Samuel Quaranta \| MBH Bank Colpack Ballan \| + 4" \| \| \| 4t \| Jakub Mareczko \| Team Corratec-Vini Fantini \| + 6" \| \| \| 5è \| Balázs Rózsa \| Epronex-Hungary Cycling Team \| + 6" \| \| \| 6è \| Viktor Filutás \| Hongria \| + 6" \| \| \| 7è \| Marc Hirschi \| UAE Team Emirates \| + 8" \| \| \| 8è \| Lander Loockx \| TDT-Unibet \| + 9" \| \| \| 9è \| Nicklas Pedersen \| TDT-Unibet \| + 10" \| \| \| 10è \| Manuel Peñalver \| Team Polti Kometa \| + 10" \| \| |                  |                              |            |
| |                  |                              |            |
| Font: ProCyclingStats |                  |                              |            |
| Classificació general |                  |                              |            |
| Corredor | Corredor         | Equip                        | Temps      |
| 1r | Sam Welsford     | Bora-Hansgrohe               | 3h 52' 38" |
| 2n | Martin Voltr     | Pierre Baguette Cycling      | + 3"       |
| 3r | Samuel Quaranta  | MBH Bank Colpack Ballan      | + 4"       |
| 4t | Jakub Mareczko   | Team Corratec-Vini Fantini   | + 6"       |
| 5è | Balázs Rózsa     | Epronex-Hungary Cycling Team | + 6"       |
| 6è | Viktor Filutás   | Hongria                      | + 6"       |
| 7è | Marc Hirschi     | UAE Team Emirates            | + 8"       |
| 8è | Lander Loockx    | TDT-Unibet                   | + 9"       |
| 9è | Nicklas Pedersen | TDT-Unibet                   | + 10"      |
| 10è | Manuel Peñalver  | Team Polti Kometa            | + 10"      |

### Etapa 2
| \| Classificació de l'etapa \| Classificació de l'etapa \| Classificació de l'etapa \| Classificació de l'etapa \| Classificació de l'etapa \| \| Corredor \| Corredor \| Equip \| Temps \| \| \| ------------------------ \| ------------------------ \| ------------------------- \| ------------------------ \| ------------------------ \| \| 1r \| Mark Cavendish \| Astana Qazaqstan Team \| 3h 45' 11" \| \| \| 2n \| Dylan Groenewegen \| Team Jayco AlUla \| + 0" \| \| \| 3r \| Jon Aberasturi Izaga \| Euskaltel-Euskadi \| + 0" \| \| \| 4t \| Mathias Vacek \| Lidl-Trek \| + 0" \| \| \| 5è \| Matteo Moschetti \| Q36.5 Pro Cycling Team \| + 0" \| \| \| 6è \| Elia Viviani \| Ineos Grenadiers \| + 0" \| \| \| 7è \| Cameron Scott \| Bahrain Victorious \| + 0" \| \| \| 8è \| Manuel Peñalver \| Team Polti Kometa \| + 0" \| \| \| 9è \| Álvaro Hodeg Chagui \| UAE Team Emirates \| + 0" \| \| \| 10è \| Emīls Liepiņš \| Team dsm-firmenich PostNL \| + 0" \| \| |                      |                           |            |
| |                      |                           |            |
| Font: ProCyclingStats |                      |                           |            |
| Classificació de l'etapa |                      |                           |            |
| Corredor | Corredor             | Equip                     | Temps      |
| 1r | Mark Cavendish       | Astana Qazaqstan Team     | 3h 45' 11" |
| 2n | Dylan Groenewegen    | Team Jayco AlUla          | + 0"       |
| 3r | Jon Aberasturi Izaga | Euskaltel-Euskadi         | + 0"       |
| 4t | Mathias Vacek        | Lidl-Trek                 | + 0"       |
| 5è | Matteo Moschetti     | Q36.5 Pro Cycling Team    | + 0"       |
| 6è | Elia Viviani         | Ineos Grenadiers          | + 0"       |
| 7è | Cameron Scott        | Bahrain Victorious        | + 0"       |
| 8è | Manuel Peñalver      | Team Polti Kometa         | + 0"       |
| 9è | Álvaro Hodeg Chagui  | UAE Team Emirates         | + 0"       |
| 10è | Emīls Liepiņš        | Team dsm-firmenich PostNL | + 0"       |

| \| Classificació general \| Classificació general \| Classificació general \| Classificació general \| Classificació general \| \| Corredor \| Corredor \| Equip \| Temps \| \| \| --------------------- \| --------------------- \| ---------------------------- \| --------------------- \| --------------------- \| \| 1r \| Martin Voltr \| Pierre Baguette Cycling \| 7h 37' 44" \| \| \| 2n \| Mark Cavendish \| Astana Qazaqstan Team \| + 5" \| \| \| 3r \| Sam Welsford \| Bora-Hansgrohe \| + 5" \| \| \| 4t \| Zsolt Istlstekker \| Epronex-Hungary Cycling Team \| + 10" \| \| \| 5è \| Jon Aberasturi Izaga \| Euskaltel-Euskadi \| + 11" \| \| \| 6è \| Jakub Mareczko \| Team Corratec-Vini Fantini \| + 11" \| \| \| 7è \| Balázs Rózsa \| Epronex-Hungary Cycling Team \| + 11" \| \| \| 8è \| Viktor Filutás \| Hongria \| + 11" \| \| \| 9è \| Siebe Deweirdt \| Team Flanders-Baloise \| + 12" \| \| \| 10è \| Marc Hirschi \| UAE Team Emirates \| + 13" \| \| |                      |                              |            |
| |                      |                              |            |
| Font: ProCyclingStats |                      |                              |            |
| Classificació general |                      |                              |            |
| Corredor | Corredor             | Equip                        | Temps      |
| 1r | Martin Voltr         | Pierre Baguette Cycling      | 7h 37' 44" |
| 2n | Mark Cavendish       | Astana Qazaqstan Team        | + 5"       |
| 3r | Sam Welsford         | Bora-Hansgrohe               | + 5"       |
| 4t | Zsolt Istlstekker    | Epronex-Hungary Cycling Team | + 10"      |
| 5è | Jon Aberasturi Izaga | Euskaltel-Euskadi            | + 11"      |
| 6è | Jakub Mareczko       | Team Corratec-Vini Fantini   | + 11"      |
| 7è | Balázs Rózsa         | Epronex-Hungary Cycling Team | + 11"      |
| 8è | Viktor Filutás       | Hongria                      | + 11"      |
| 9è | Siebe Deweirdt       | Team Flanders-Baloise        | + 12"      |
| 10è | Marc Hirschi         | UAE Team Emirates            | + 13"      |

### Etapa 3
| \| Classificació de l'etapa \| Classificació de l'etapa \| Classificació de l'etapa \| Classificació de l'etapa \| Classificació de l'etapa \| \| Corredor \| Corredor \| Equip \| Temps \| \| \| ------------------------ \| ---------------------------- \| ------------------------ \| ------------------------ \| ------------------------ \| \| 1r \| Thibau Nys \| Lidl-Trek \| 4h 31' 52" \| \| \| 2n \| Diego Ulissi \| UAE Team Emirates \| + 0" \| \| \| 3r \| Emanuel Buchmann \| Bora-Hansgrohe \| + 0" \| \| \| 4t \| Yannis Voisard \| Tudor Pro Cycling Team \| + 4" \| \| \| 5è \| Wout Poels \| Bahrain Victorious \| + 9" \| \| \| 6è \| Harm Vanhoucke \| Lotto Dstny \| + 11" \| \| \| 7è \| Callum Scotson \| Team Jayco AlUla \| + 11" \| \| \| 8è \| Óscar Rodríguez Garaicoechea \| Ineos Grenadiers \| + 17" \| \| \| 9è \| Marc Hirschi \| UAE Team Emirates \| + 19" \| \| \| 10è \| Damien Howson \| Q36.5 Pro Cycling Team \| + 26" \| \| |                              |                        |            |
| |                              |                        |            |
| Font: ProCyclingStats |                              |                        |            |
| Classificació de l'etapa |                              |                        |            |
| Corredor | Corredor                     | Equip                  | Temps      |
| 1r | Thibau Nys                   | Lidl-Trek              | 4h 31' 52" |
| 2n | Diego Ulissi                 | UAE Team Emirates      | + 0"       |
| 3r | Emanuel Buchmann             | Bora-Hansgrohe         | + 0"       |
| 4t | Yannis Voisard               | Tudor Pro Cycling Team | + 4"       |
| 5è | Wout Poels                   | Bahrain Victorious     | + 9"       |
| 6è | Harm Vanhoucke               | Lotto Dstny            | + 11"      |
| 7è | Callum Scotson               | Team Jayco AlUla       | + 11"      |
| 8è | Óscar Rodríguez Garaicoechea | Ineos Grenadiers       | + 17"      |
| 9è | Marc Hirschi                 | UAE Team Emirates      | + 19"      |
| 10è | Damien Howson                | Q36.5 Pro Cycling Team | + 26"      |

| \| Classificació general \| Classificació general \| Classificació general \| Classificació general \| Classificació general \| \| Corredor \| Corredor \| Equip \| Temps \| \| \| --------------------- \| ---------------------------- \| ---------------------- \| --------------------- \| --------------------- \| \| 1r \| Thibau Nys \| Lidl-Trek \| 12h 09' 41" \| \| \| 2n \| Diego Ulissi \| UAE Team Emirates \| + 4" \| \| \| 3r \| Emanuel Buchmann \| Bora-Hansgrohe \| + 6" \| \| \| 4t \| Yannis Voisard \| Tudor Pro Cycling Team \| + 14" \| \| \| 5è \| Wout Poels \| Bahrain Victorious \| + 18" \| \| \| 6è \| Harm Vanhoucke \| Lotto Dstny \| + 21" \| \| \| 7è \| Callum Scotson \| Team Jayco AlUla \| + 21" \| \| \| 8è \| Marc Hirschi \| UAE Team Emirates \| + 27" \| \| \| 9è \| Óscar Rodríguez Garaicoechea \| Ineos Grenadiers \| + 27" \| \| \| 10è \| Damien Howson \| Q36.5 Pro Cycling Team \| + 36" \| \| |                              |                        |             |
| |                              |                        |             |
| Font: ProCyclingStats |                              |                        |             |
| Classificació general |                              |                        |             |
| Corredor | Corredor                     | Equip                  | Temps       |
| 1r | Thibau Nys                   | Lidl-Trek              | 12h 09' 41" |
| 2n | Diego Ulissi                 | UAE Team Emirates      | + 4"        |
| 3r | Emanuel Buchmann             | Bora-Hansgrohe         | + 6"        |
| 4t | Yannis Voisard               | Tudor Pro Cycling Team | + 14"       |
| 5è | Wout Poels                   | Bahrain Victorious     | + 18"       |
| 6è | Harm Vanhoucke               | Lotto Dstny            | + 21"       |
| 7è | Callum Scotson               | Team Jayco AlUla       | + 21"       |
| 8è | Marc Hirschi                 | UAE Team Emirates      | + 27"       |
| 9è | Óscar Rodríguez Garaicoechea | Ineos Grenadiers       | + 27"       |
| 10è | Damien Howson                | Q36.5 Pro Cycling Team | + 36"       |

### Etapa 4
| \| Classificació de l'etapa \| Classificació de l'etapa \| Classificació de l'etapa \| Classificació de l'etapa \| Classificació de l'etapa \| \| Corredor \| Corredor \| Equip \| Temps \| \| \| ------------------------ \| ------------------------ \| ------------------------- \| ------------------------ \| ------------------------ \| \| 1r \| Thibau Nys \| Lidl-Trek \| 3h 33' 02" \| \| \| 2n \| Marc Hirschi \| UAE Team Emirates \| + 0" \| \| \| 3r \| Yannis Voisard \| Tudor Pro Cycling Team \| + 0" \| \| \| 4t \| Lander Loockx \| TDT-Unibet \| + 0" \| \| \| 5è \| Harm Vanhoucke \| Lotto Dstny \| + 0" \| \| \| 6è \| Javier Serrano \| Team Polti Kometa \| + 0" \| \| \| 7è \| Frank van den Broek \| Team dsm-firmenich PostNL \| + 0" \| \| \| 8è \| Diego Ulissi \| UAE Team Emirates \| + 0" \| \| \| 9è \| Emanuel Buchmann \| Bora-Hansgrohe \| + 0" \| \| \| 10è \| Elias Maris \| Team Flanders-Baloise \| + 0" \| \| |                     |                           |            |
| |                     |                           |            |
| Font: ProCyclingStats |                     |                           |            |
| Classificació de l'etapa |                     |                           |            |
| Corredor | Corredor            | Equip                     | Temps      |
| 1r | Thibau Nys          | Lidl-Trek                 | 3h 33' 02" |
| 2n | Marc Hirschi        | UAE Team Emirates         | + 0"       |
| 3r | Yannis Voisard      | Tudor Pro Cycling Team    | + 0"       |
| 4t | Lander Loockx       | TDT-Unibet                | + 0"       |
| 5è | Harm Vanhoucke      | Lotto Dstny               | + 0"       |
| 6è | Javier Serrano      | Team Polti Kometa         | + 0"       |
| 7è | Frank van den Broek | Team dsm-firmenich PostNL | + 0"       |
| 8è | Diego Ulissi        | UAE Team Emirates         | + 0"       |
| 9è | Emanuel Buchmann    | Bora-Hansgrohe            | + 0"       |
| 10è | Elias Maris         | Team Flanders-Baloise     | + 0"       |

| \| Classificació general \| Classificació general \| Classificació general \| Classificació general \| Classificació general \| \| Corredor \| Corredor \| Equip \| Temps \| \| \| --------------------- \| ---------------------------- \| ---------------------- \| --------------------- \| --------------------- \| \| 1r \| Thibau Nys \| Lidl-Trek \| 15h 42' 33" \| \| \| 2n \| Diego Ulissi \| UAE Team Emirates \| + 14" \| \| \| 3r \| Emanuel Buchmann \| Bora-Hansgrohe \| + 16" \| \| \| 4t \| Yannis Voisard \| Tudor Pro Cycling Team \| + 20" \| \| \| 5è \| Wout Poels \| Bahrain Victorious \| + 28" \| \| \| 6è \| Marc Hirschi \| UAE Team Emirates \| + 31" \| \| \| 7è \| Harm Vanhoucke \| Lotto Dstny \| + 31" \| \| \| 8è \| Callum Scotson \| Team Jayco AlUla \| + 31" \| \| \| 9è \| Óscar Rodríguez Garaicoechea \| Ineos Grenadiers \| + 37" \| \| \| 10è \| Damien Howson \| Q36.5 Pro Cycling Team \| + 46" \| \| |                              |                        |             |
| |                              |                        |             |
| Font: ProCyclingStats |                              |                        |             |
| Classificació general |                              |                        |             |
| Corredor | Corredor                     | Equip                  | Temps       |
| 1r | Thibau Nys                   | Lidl-Trek              | 15h 42' 33" |
| 2n | Diego Ulissi                 | UAE Team Emirates      | + 14"       |
| 3r | Emanuel Buchmann             | Bora-Hansgrohe         | + 16"       |
| 4t | Yannis Voisard               | Tudor Pro Cycling Team | + 20"       |
| 5è | Wout Poels                   | Bahrain Victorious     | + 28"       |
| 6è | Marc Hirschi                 | UAE Team Emirates      | + 31"       |
| 7è | Harm Vanhoucke               | Lotto Dstny            | + 31"       |
| 8è | Callum Scotson               | Team Jayco AlUla       | + 31"       |
| 9è | Óscar Rodríguez Garaicoechea | Ineos Grenadiers       | + 37"       |
| 10è | Damien Howson                | Q36.5 Pro Cycling Team | + 46"       |

### Etapa 5
| \| Classificació de l'etapa \| Classificació de l'etapa \| Classificació de l'etapa \| Classificació de l'etapa \| Classificació de l'etapa \| \| Corredor \| Corredor \| Equip \| Temps \| \| \| ------------------------ \| ------------------------ \| ------------------------- \| ------------------------ \| ------------------------ \| \| 1r \| Wout Poels \| Bahrain Victorious \| 3h 53' 27" \| \| \| 2n \| Damien Howson \| Q36.5 Pro Cycling Team \| + 0" \| \| \| 3r \| Emanuel Buchmann \| Bora-Hansgrohe \| + 0" \| \| \| 4t \| Thibau Nys \| Lidl-Trek \| + 0" \| \| \| 5è \| Frank van den Broek \| Team dsm-firmenich PostNL \| + 5" \| \| \| 6è \| Diego Ulissi \| UAE Team Emirates \| + 5" \| \| \| 7è \| Callum Scotson \| Team Jayco AlUla \| + 5" \| \| \| 8è \| Harm Vanhoucke \| Lotto Dstny \| + 5" \| \| \| 9è \| Marc Hirschi \| UAE Team Emirates \| + 5" \| \| \| 10è \| Lander Loockx \| TDT-Unibet \| + 21" \| \| |                     |                           |            |
| |                     |                           |            |
| Font: ProCyclingStats |                     |                           |            |
| Classificació de l'etapa |                     |                           |            |
| Corredor | Corredor            | Equip                     | Temps      |
| 1r | Wout Poels          | Bahrain Victorious        | 3h 53' 27" |
| 2n | Damien Howson       | Q36.5 Pro Cycling Team    | + 0"       |
| 3r | Emanuel Buchmann    | Bora-Hansgrohe            | + 0"       |
| 4t | Thibau Nys          | Lidl-Trek                 | + 0"       |
| 5è | Frank van den Broek | Team dsm-firmenich PostNL | + 5"       |
| 6è | Diego Ulissi        | UAE Team Emirates         | + 5"       |
| 7è | Callum Scotson      | Team Jayco AlUla          | + 5"       |
| 8è | Harm Vanhoucke      | Lotto Dstny               | + 5"       |
| 9è | Marc Hirschi        | UAE Team Emirates         | + 5"       |
| 10è | Lander Loockx       | TDT-Unibet                | + 21"      |

## Classificacions finals

### Classificació general
| \| Classificació general \| Classificació general \| Classificació general \| Classificació general \| Classificació general \| \| Corredor \| Corredor \| Equip \| Temps \| \| \| --------------------- \| ---------------------------- \| ---------------------- \| --------------------- \| --------------------- \| \| 1r \| Thibau Nys \| Lidl-Trek \| 19h 36' 00" \| \| \| 2n \| Emanuel Buchmann \| Bora-Hansgrohe \| + 12" \| \| \| 3r \| Wout Poels \| Bahrain Victorious \| + 18" \| \| \| 4t \| Diego Ulissi \| UAE Team Emirates \| + 19" \| \| \| 5è \| Marc Hirschi \| UAE Team Emirates \| + 36" \| \| \| 6è \| Harm Vanhoucke \| Lotto Dstny \| + 36" \| \| \| 7è \| Callum Scotson \| Team Jayco AlUla \| + 36" \| \| \| 8è \| Damien Howson \| Q36.5 Pro Cycling Team \| + 40" \| \| \| 9è \| Óscar Rodríguez Garaicoechea \| Ineos Grenadiers \| + 59" \| \| \| 10è \| Yannis Voisard \| Tudor Pro Cycling Team \| + 1' 02" \| \| |                              |                        |             |
| |                              |                        |             |
| Font: ProCyclingStats |                              |                        |             |
| Classificació general |                              |                        |             |
| Corredor | Corredor                     | Equip                  | Temps       |
| 1r | Thibau Nys                   | Lidl-Trek              | 19h 36' 00" |
| 2n | Emanuel Buchmann             | Bora-Hansgrohe         | + 12"       |
| 3r | Wout Poels                   | Bahrain Victorious     | + 18"       |
| 4t | Diego Ulissi                 | UAE Team Emirates      | + 19"       |
| 5è | Marc Hirschi                 | UAE Team Emirates      | + 36"       |
| 6è | Harm Vanhoucke               | Lotto Dstny            | + 36"       |
| 7è | Callum Scotson               | Team Jayco AlUla       | + 36"       |
| 8è | Damien Howson                | Q36.5 Pro Cycling Team | + 40"       |
| 9è | Óscar Rodríguez Garaicoechea | Ineos Grenadiers       | + 59"       |
| 10è | Yannis Voisard               | Tudor Pro Cycling Team | + 1' 02"    |

### Classificacions secundàries
| Classificació per punts | Classificació per punts | Classificació per punts | Classificació per punts | Classificació per punts |
| Corredor                | Corredor                | Equip                   | Punts                   |                         |
| ----------------------- | ----------------------- | ----------------------- | ----------------------- | ----------------------- |
| 1r                      | Thibau Nys              | Lidl-Trek               | 38 pts                  |                         |
| 2n                      | Mark Cavendish          | Astana Qazaqstan Team   | 35 pts                  |                         |
| 3r                      | Martin Voltr            | Pierre Baguette Cycling | 24 pts                  |                         |
| 4t                      | Manuel Peñalver         | Team Polti Kometa       | 24 pts                  |                         |
| 5è                      | Wout Poels              | Bahrain Victorious      | 22 pts                  |                         |
| 6è                      | Emanuel Buchmann        | Bora-Hansgrohe          | 22 pts                  |                         |
| 7è                      | Diego Ulissi            | UAE Team Emirates       | 20 pts                  |                         |
| 8è                      | Marc Hirschi            | UAE Team Emirates       | 19 pts                  |                         |
| 9è                      | Yannis Voisard          | Tudor Pro Cycling Team  | 18 pts                  |                         |
| 10è                     | Sam Welsford            | Bora-Hansgrohe          | 15 pts                  |                         |

| Classificació per punts | Classificació per punts | Classificació per punts | Classificació per punts | Classificació per punts |
| Corredor                | Corredor                | Equip                   | Punts                   |                         |
| ----------------------- | ----------------------- | ----------------------- | ----------------------- | ----------------------- |
| 1r                      | Thibau Nys              | Lidl-Trek               | 38 pts                  |                         |
| 2n                      | Mark Cavendish          | Astana Qazaqstan Team   | 35 pts                  |                         |
| 3r                      | Martin Voltr            | Pierre Baguette Cycling | 24 pts                  |                         |
| 4t                      | Manuel Peñalver         | Team Polti Kometa       | 24 pts                  |                         |
| 5è                      | Wout Poels              | Bahrain Victorious      | 22 pts                  |                         |
| 6è                      | Emanuel Buchmann        | Bora-Hansgrohe          | 22 pts                  |                         |
| 7è                      | Diego Ulissi            | UAE Team Emirates       | 20 pts                  |                         |
| 8è                      | Marc Hirschi            | UAE Team Emirates       | 19 pts                  |                         |
| 9è                      | Yannis Voisard          | Tudor Pro Cycling Team  | 18 pts                  |                         |
| 10è                     | Sam Welsford            | Bora-Hansgrohe          | 15 pts                  |                         |

| Classificació de la muntanya | Classificació de la muntanya | Classificació de la muntanya | Classificació de la muntanya | Classificació de la muntanya |
| Corredor                     | Corredor                     | Equip                        | Punts                        |                              |
| ---------------------------- | ---------------------------- | ---------------------------- | ---------------------------- | ---------------------------- |
| 1r                           | Siebe Deweirdt               | Team Flanders-Baloise        | 21 pts                       |                              |
| 2n                           | Vincent Van Hemelen          | Team Flanders-Baloise        | 20 pts                       |                              |
| 3r                           | Thibau Nys                   | Lidl-Trek                    | 17 pts                       |                              |
| 4t                           | Wout Poels                   | Bahrain Victorious           | 14 pts                       |                              |
| 5è                           | Christian Bagatin            | MBH Bank Colpack Ballan      | 12 pts                       |                              |
| 6è                           | Emanuel Buchmann             | Bora-Hansgrohe               | 12 pts                       |                              |
| 7è                           | Diego Ulissi                 | UAE Team Emirates            | 10 pts                       |                              |
| 8è                           | Kelland O'Brien              | Team Jayco AlUla             | 8 pts                        |                              |
| 9è                           | Diego Sevilla                | Team Polti Kometa            | 6 pts                        |                              |
| 10è                          | Damien Howson                | Q36.5 Pro Cycling Team       | 6 pts                        |                              |

| Classificació de la muntanya | Classificació de la muntanya | Classificació de la muntanya | Classificació de la muntanya | Classificació de la muntanya |
| Corredor                     | Corredor                     | Equip                        | Punts                        |                              |
| ---------------------------- | ---------------------------- | ---------------------------- | ---------------------------- | ---------------------------- |
| 1r                           | Siebe Deweirdt               | Team Flanders-Baloise        | 21 pts                       |                              |
| 2n                           | Vincent Van Hemelen          | Team Flanders-Baloise        | 20 pts                       |                              |
| 3r                           | Thibau Nys                   | Lidl-Trek                    | 17 pts                       |                              |
| 4t                           | Wout Poels                   | Bahrain Victorious           | 14 pts                       |                              |
| 5è                           | Christian Bagatin            | MBH Bank Colpack Ballan      | 12 pts                       |                              |
| 6è                           | Emanuel Buchmann             | Bora-Hansgrohe               | 12 pts                       |                              |
| 7è                           | Diego Ulissi                 | UAE Team Emirates            | 10 pts                       |                              |
| 8è                           | Kelland O'Brien              | Team Jayco AlUla             | 8 pts                        |                              |
| 9è                           | Diego Sevilla                | Team Polti Kometa            | 6 pts                        |                              |
| 10è                          | Damien Howson                | Q36.5 Pro Cycling Team       | 6 pts                        |                              |

#### Classificació per equips
| Classificació per equips | Classificació per equips | Classificació per equips | Classificació per equips |
| Equip                    | Equip                    | Temps                    |                          |
| ------------------------ | ------------------------ | ------------------------ | ------------------------ |
| 1r                       | Q36.5 Pro Cycling Team   | 58h 52' 20"              |                          |
| 2n                       | UAE Team Emirates        | + 11"                    |                          |
| 3r                       | Bora-Hansgrohe           | + 49"                    |                          |
| 4t                       | Lidl-Trek                | + 1' 02"                 |                          |
| 5è                       | Lotto Dstny              | + 1' 42"                 |                          |
| 6è                       | Euskaltel-Euskadi        | + 2' 31"                 |                          |
| 7è                       | Team Flanders-Baloise    | + 5' 04"                 |                          |
| 8è                       | TDT-Unibet               | + 5' 41"                 |                          |
| 9è                       | Team Jayco AlUla         | + 11' 32"                |                          |
| 10è                      | Ineos Grenadiers         | + 12' 32"                |                          |

## Evolució de les classificacions
| Etapa                  | Vencedor               | Classificació general | Classificació per punts | Classificació de la muntanya | Millor hongarès   | Classificació per equips |
| ---------------------- | ---------------------- | --------------------- | ----------------------- | ---------------------------- | ----------------- | ------------------------ |
| 1                      | Sam Welsford           | Sam Welsford          | Sam Welsford            | no entregat                  | Balázs Rózsa      | Pierre Baguette Cycling  |
| 2                      | Mark Cavendish         | Martin Voltr          | Martin Voltr            | Siebe Deweirdt               | Zsolt Istlstekker | Pierre Baguette Cycling  |
| 3                      | Thibau Nys             | Thibau Nys            | Martin Voltr            | Siebe Deweirdt               | Márton Dina       | UAE Team Emirates        |
| 4                      | Thibau Nys             | Thibau Nys            | Thibau Nys              | Siebe Deweirdt               | Márton Dina       | UAE Team Emirates        |
| 5                      | Wout Poels             | Thibau Nys            | Thibau Nys              | Siebe Deweirdt               | Márton Dina       | Q36.5 Pro Cycling Team   |
| Classificacions finals | Classificacions finals | Thibau Nys            | Thibau Nys              | Siebe Deweirdt               | Márton Dina       | Q36.5 Pro Cycling Team   |